# موريس شامبرز
موريس شامبرز (14 سبتمبر 1987 في جامايكا - ) (بالإنجليزية: Maurice Chambers)‏ هو لاعب كريكت بريطاني. لعب مع نادي وارويكشاير للكريكيت ‏ ونادي مقاطعة ساسكس للكريكت ‏ ونادي مقاطعة نورثامبتونشير للكريكت ‏.

## وصلات خارجية
- موريس شامبرز على موقع إي آس بي آن كريك إنفو (الإنجليزية)